# Oligolepis stomias
Oligolepis stomias är en fiskart som först beskrevs av Smith, 1941.  Oligolepis stomias ingår i släktet Oligolepis och familjen smörbultsfiskar. IUCN kategoriserar arten globalt som otillräckligt studerad. Inga underarter finns listade i Catalogue of Life.